# مهرمنیر جهانبانی

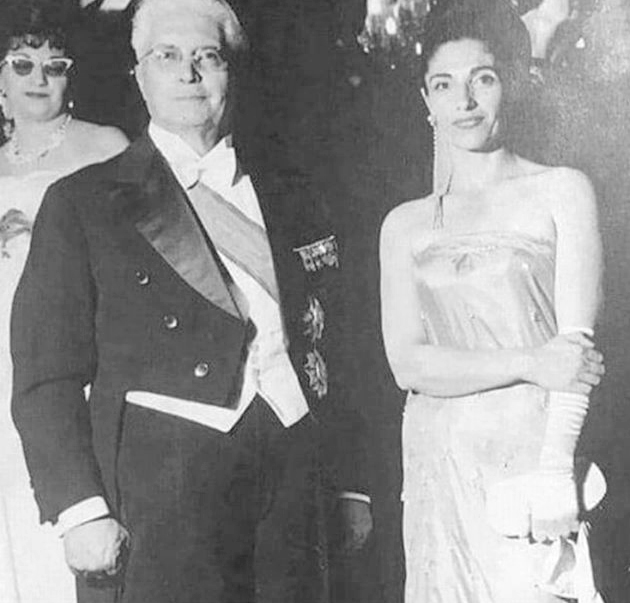
مهرمنیر جهانبانی به همراه پدرش، تیمسار امان‌الله جهانبانی

مهرمنیر جهانبانی (۲۷ فروردین ۱۳۰۵ – ۱۶ مرداد ۱۳۹۷) مشهور به نی‌نی جهانبانی، طراح پارچه و لباس و هنرمند ایرانی بود.
او نقش مهمی در ترویج و مدرن‌سازی هنر گلدوزی سنتی ایرانی، به ویژه از منطقه بلوچستان داشت.

## زندگی‌نامه
جهانبانی در ۲۷ فروردین ۱۳۰۵ در خانواده‌ای اصیل و اهل فرهنگ زاده شد. او از طرف پدری، از نوادگان سیف‌الله میرزا، پسر فتحعلی‌شاه قاجار، و دختر تیمسار سپهبد امان‌الله جهانبانی، از همسر روس او هلن کاسمینسکی،از اشراف سن‌پترزبورگ، بود. در شجره قاجار، او شاهزاده مهرمنیر خانم خوانده شد و در اسناد سجلی مهرمنیر جهانبانی نام گرفت.
جهانبانی از کودکی تحت تاثیر میراث فرهنگی و هنری مادربزرگ روس‌تبارش، شیفته هنر سوزندوزی شد و این علاقه در زندگی آینده او نمایان شد. او در ۲۴ سالگی برای ادامه تحصیلات به پاریس رفت و یک سال بعد به آمریکا نقل مکان کرد. در آمریکا، در رشته تاریخ، در دانشگاه جنوب فلوریدا تحصیل کرد، و با اهمیت تاریخ و میراث فرهنگی اقوام و ملت‌ها بیشتر آشنا و این مساله دغدغه اصلی او شد.
او از دو ازدواجش، دو فرزند به نام‌های مهرتاش و هلن داشت.

### آشنایی با هنر بلوچ
پس از بازگشت به ایران در سال ۱۳۴۰، با پدیده سوزندوزی و نقش‌مایه‌های بلوچ آشنا شد و در پی آن سفرهای متعددی را به بلوچستان برای آشنایی بیشتر با مردمان، فرهنگ و هنر بلوچ آغاز کرد.
او در سال ۱۳۴۶، برای معرفی هنر و فرهنگ بلوچ، نمایشگاهی در تهران برگزار می‌کند که در آن سوزد‌دوزی، سفال کلپورگان، حصیربافی قصرقند و سایر صنایع دستی بلوچ را به نخبگان و پایتخت‌نشینان، به‌خصوص به جهت ترغیب ایشان برای حمایت از این منطقه بکر و غنی، معرفی می‌کند. در طول این نمایشگاه، او توانست بانک صادرات را برای حمایت از کشاورزی بلوچستان ترغیب کند. همچنین موفق شد تا سفارش‌های متعددی برای سوزن‌دوزان بلوچ بگیرد تا چرخه اقتصادی زنان بلوچ فعال شود.

### طراحی نقش و لباس

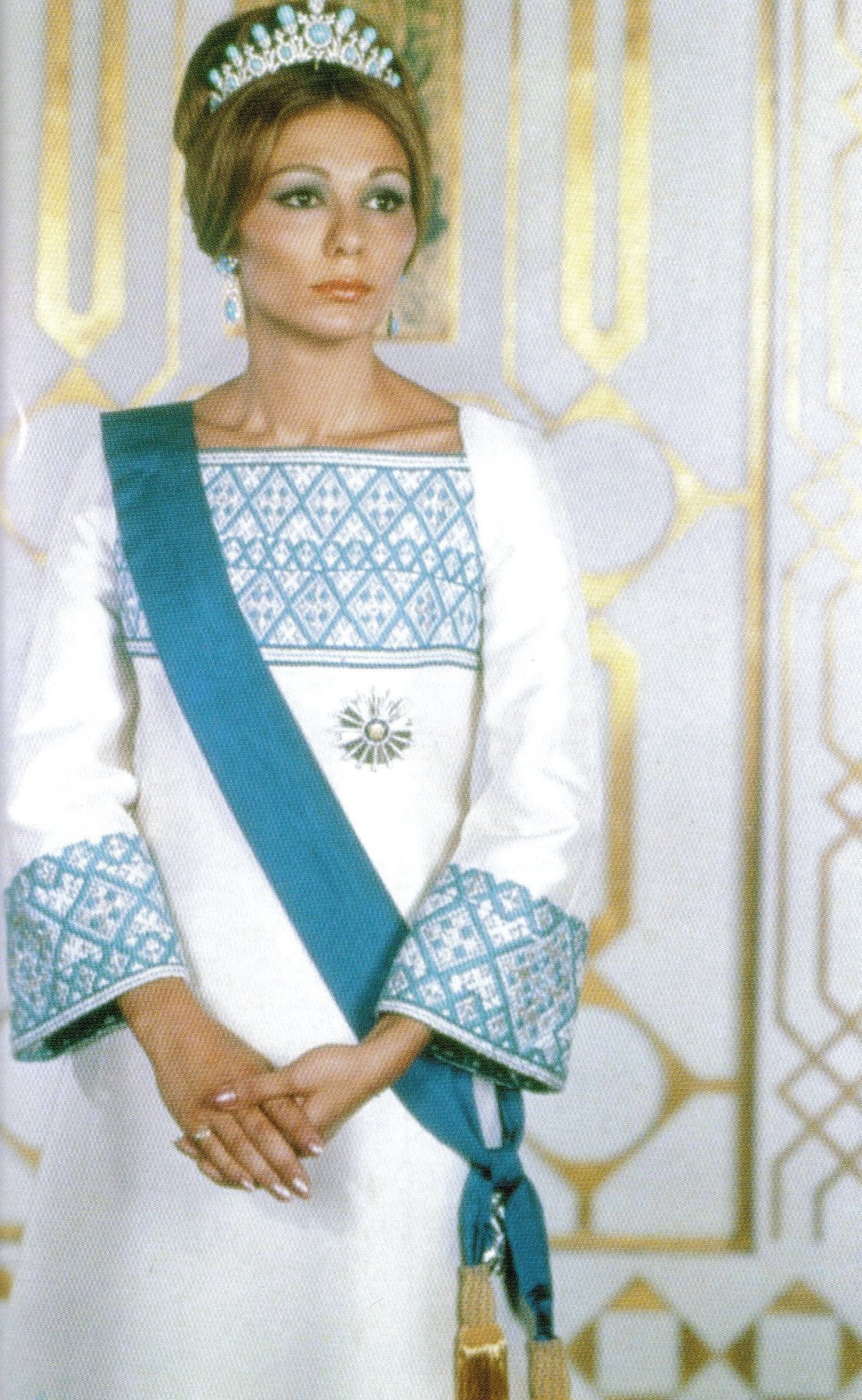
لباس سوزن دوزی شده فرح پهلوی، طراحی کیوان خسروانی و مهرمنیر جهانبانی و سوزندوزی مهتاب نوروزی

جهانبانی در بوتیکی در تهران  به نام نی‌نی، که مادرش صاحب آن بود، این سوزن‌دوزی‌ها برای فروش ارائه کرد و پس از مدتی بخشی از خانه خود را برای نمایش این آثار اختصاص داد.
مهرمنیر جهانبانی پالت رنگی گلدوزی بلوچ را از پنج رنگ به حدود سیصد رنگ افزایش داد که جذابیت هنری آن را به طور قابل توجهی افزایش داد. طرح‌های نوآورانه او به‌طور گسترده‌ای مورد توجه قرار گرفتند، از جمله توسط فرح پهلوی، شهبانوی ایران، استفاده شدند. این همکاری نه تنها توجه بین‌المللی را به هنرهای دستی بلوچ جلب کرد، بلکه با فراهم کردن فرصت‌های اقتصادی برای بسیاری از زنان محلی، به آن‌ها امکان داد مهارت‌های خود را به نمایش بگذارند.
پس از مدتی به همراه کیوان خسروانی و پری ذوالفقاری، تصمیم به طراحی و ساخت البسه فاخر (اوت کوتور) گرفتند که نمونه اعلا آن، لباس سفیدِ فرح دیبا با حاشیه و پیش‌سینه آبی و طلائی است.
در اوج شکوفائی تلاش‌هایش، مهرمنیر جهانبانی، بیش از صد زن بلوچ را شاغل و به استقلال مالی رساند.
پس از انقلاب ایران در سال ۱۳۵۷، تلاش کرد که ارتباطش را با زنان بلوچ حفظ کند و همچنان برای آنها سفارش تولید کند، اما با شروع جنگ و فضای غالب این امر محقق نشد.

### درگذشت
مهرمنیر جهانبانی در ۱۶ مرداد ۱۳۹۷ دیده از جهان بست.

## آثار در موزه‌ها
آثار مهرمنیر جهانبانی در موزه‌های مد و طراحی متعددی در جهان نگهداری می‌شوند، از آن جمله بخش مد و پارچه در موزه لوور و موزه مد در پاریس است.